# 洛佐乡
洛佐乡，是中华人民共和国四川省凉山彝族自治州会东县下辖的一个已撤销的乡镇级行政单位。原所辖行政区划并入乌东德镇。

## 行政区划
洛佐乡撤销前下辖以下地区：
洛佐村、柏云村、龙树村、高科村和河门村。